# سيزان (مقاطعة دورود)
سيزان (بالفارسية: سیزان) هي مستوطنة تقع في قسم حشمت‌آباد الريفي (مقاطعة دورود) في إيران. يقدر عدد سكانها بـ 239 نسمة .